# هيروتاكا ايشيهارا
هيروتاكا ايشيهارا هو سياسي ياباني، ولد في 19 يونيو 1964 في كاناغاوا في اليابان. حزبياً، نشط في الحزب الليبرالي الديمقراطي الياباني. في الانتخابات العامة اليابانية 2017، انتخب عضو مجلس النواب من اليابان عن دائرة Tokyo 3rd district ‏ وقد انضم خلال فترته النيابية ‏ (22 أكتوبر 2017 – )  للكتلة البرلمانية الحزب الليبرالي الديمقراطي الياباني وانتخب عضو مجلس النواب من اليابان عن دائرة Tokyo 3rd district ‏ وقد انضم خلال فترته النيابية ‏  للكتلة البرلمانية الحزب الليبرالي الديمقراطي الياباني.

## وصلات خارجية
- الموقع الرسمي